# Пирій щетинистий
Пирій щетинистий (Elytrigia strigosa) — вид трав'янистих рослин родини тонконогові (Poaceae), поширений у Греції, Україні й Росії.

## Опис
Багаторічна рослина. Кримська популяція 40–75 см заввишки. Нижня квіткова луска з відігнутим майже під прямим кутом, рідше прямим остюком, який у 1.5–2 рази перевищує по довжині луску (якщо ж вона без остюка, то загострена на верхівці). Колоскові луски лінійно ланцетні, туповато-загострені, 8–13 мм завдовжки. Листки б. ч. згорнуті, до З мм завширшки, зверху коротко запушені. 

## Поширення
Європа: Греція, Україна, європейська Росія.
В Україні зростає на сухих кам'янистих схилах, скелях і осипах з розрідженим трав'янистим покривом, переважно у верхньому гірському поясі — в зх. ч. гірського Криму, нерідко. Входить до переліків видів, які перебувають під загрозою зникнення на територіях АРК і м. Севастополя.